# بییالبا د لس آلکرس
بییالبا د لس آلکرس (به اسپانیایی: Villalba de los Alcores) یک شهرستان در اسپانیا است که در استان وایادولید واقع شده‌است.